# Marc Papinutti
Marc Papinutti, né le 20 mai 1959 à Nogent-sur-Marne, est un haut fonctionnaire français.

## Biographie
Marc Papinutti est ingénieur en chef des Ponts, des Eaux et des Forêts et diplômé de l'École nationale des travaux publics de l'État. En 1984, il intègre l'Observatoire Économique et Statistique des Transports (OEST) puis quatre ans plus tard la direction des Ports et de la navigation maritime en 1988 ; en 1990, il rejoint l'Institut national de recherche sur les transports et leur sécurité (INRETS)  et sera rapporteur au Commissariat au Plan pour la prospective des transports (1990-1996).
En 1996, Marc Papinutti passe comme chef du groupe d'études et stratégies des Transports à la direction régionale de l'Équipement de l'Île-de-France puis il est nommé en 1999 adjoint à la directrice de la Division des Infrastructures et des Transports à cette même direction régionale. Il rejoint la direction des transports terrestres en 2001, et y exerce les fonctions d'adjoint au sous-directeur des Transports ferroviaires à la Direction des Transports Terrestres puis de sous-directeur des transports par voies navigables en 2003. Deux ans plus tard, il devient sous-directeur des Infrastructures de transports ferroviaires et collectifs à la direction générale de la Mer et des Transports.
En 2007, il est conseiller technique au sein du cabinet de Jean-Louis Borloo, Ministre de l'Écologie, du Développement et de l'Aménagement durables (MEDAD) ; il enchaine plusieurs responsabilités au sein de direction générale des Infrastructures, des Transports et des Mobilités.
Par décret du Président de la République en date du 28 juin 2010, il est nommé directeur général des Voies navigables de France.
Il est président du directoire de la société du Canal Seine-Nord Europe en mai 2017, puis rejoint presque immédiatement le cabinet d’Élisabeth Borne, au ministère des Transports. Il est nommé directeur de cabinet du ministre Christophe Béchu, ministre de la Transition écologique et de la Cohésion des territoires en juillet 2022.
En février 2023, Marc Papinutti est présenti pour être nommé président de l'Autorité de régulation des transports mais il préfère retirer sa candidature en raison de risques de conflits d’intérêts liés à ses précédentes fonctions. À compter du 22 mai 2023, Marc Papinutti est nommé président de la Commission nationale du débat public (CNDP), malgré un avis défavorable du Sénat.

## Distinctions
- Officier de la Légion d'honneur (31 décembre 2022)[10]